# Edgar Broughton Band
Edgar Broughton Band — британская рок-группа, образованная братьями Эдгаром и Стивом Броутонами в Уорике, Англия, в 1968 году и исполнявшая тяжелый психоделический прогрессив/блюз-рок.
Группа начинала в андеграунде, но к началу 70-х годов приблизилась к мейнстриму: значительный успех в Британии имели второй и третий альбомы, соответственно Sing Brother Sing (1970, #18 UK) и Edgar Broughton Band (1971, #28 UK). Однако в тот самый момент, когда казалось, что коммерческий прорыв близок, Edgar Broughton Band изменили стиль, перейдя к более спокойной (в звуке), но при этом и более политизированной музыке.
Неудачи в чартах привели к уходу из Harvest и вынужденным длительным паузам. В 1979 году группа вернулась (став секстетом) с альбомом Parlez Vous English? — уже как The Broughtons. Позже, в 1980-х и 1990-х годах Edgar Broughton Band записывались и гастролировали под своим первоначальным названием, но успеха не повторили.
В 2006 году перевыпуск всего бэк-каталога группы вызвал всплеск интереса к её творчеству и, как следствие, воссоединение. Edgar Broughton Band провели два тура по Англии и Германии, где выступили на фестивале Burg Herzberg 2007 года.

## Состав
- Эдгар Броутон (англ. Robert Edgar Broughton, 27 октября 1947 года, Уорик, Уорикшир)
- Стив Броутон (англ. Stephen Alex Broughton, 20 мая 1950 года, Уорик).
- Арт Грант (англ. Arthur James Grant, 14 мая 1950 года, Лемингтон Спа, Уорикшир)
- Люк Броутон (англ. Luke Alex Broughton, 16 января 1980 года, Лондон)

## Дискография

### Студийные альбомы
- Wasa Wasa (1969)
- Sing Brother Sing (1970) — #18 UK
- Edgar Broughton Band (1971) — #28 UK
- Inside Out (1972)
- Oora (1973)
- Bandages (1975)
- Parlez-Vous English? (1979) (as The Broughtons)
- Superchip (1982) (с подзаголовком: «The Final Silicon Solution?»)

### Сборники
- A Bunch Of 45s (1975)
- The Legendary Edgar Broughton Band (1984)
- Out Demons Out: The Best of the Edgar Broughton Band (1986)
- As Was: The Best of the Edgar Broughton Band (1988)
- Classic Album and Single Tracks 1969-73 (1992)
- Edgar Broughton Band: In Side Out (1993)
- The Very Best Of The Edgar Broughton Band — Out Demons Out! (2001)
- Bandages & Chilly Mornings (2006)

Композиции The Edgar Broughton Band включались в компиляции Harvest Records:
- Picnic — A Breath of Fresh Air (1970)
- The Harvest Bag(1971)
- Harvest Sweeties (1971)
- Harvest Heritage 20 Greats (1977)
- Harvest Festival (1999)

### Концертные альбомы
- Live Hits Harder (1979)
- Demons at the Beeb, Liv (2000)
- Keep Them Freaks a Rollin': Live at Abbey Road 196 (2004)

### DVDs
- Live at Rockpalast (2006)